# Víctor Iván Vargas Galarza
Víctor Iván Vargas Galarza (ur. 14 grudnia 1962 w Cochabambie) – boliwijski duchowny katolicki, biskup pomocniczy Cochabamby od 2021.

## Życiorys
Święcenia kapłańskie przyjął 10 maja 1997 i został inkardynowany do archidiecezji Cochabamba. Pracował przede wszystkim jako duszpasterz parafialny. W latach 2001–2004 był wychowawcą w krajowym seminarium. W 2021 mianowany rektorem maryjnego sanktuarium w Quillacollo.
24 czerwca 2021 papież Franciszek mianował go biskupem pomocniczym archidiecezji Cochabamba oraz biskupem tytularnym Bladia. Sakry udzielił mu 8 września 2021 arcybiskup Oscar Omar Aparicio Céspedes.